# Sous les yeux d'un intrus

Sous les yeux d'un intrus est un téléfilm film américain de Doug Campbell diffusé en 2000.

## Fiche technique
- Titre original : The Perfect Tenant
- Scénario : Mark Castaldo, M. Todd Bonin, Doug Campbell, Jim Vines
- Pays d'origine :  États-Unis
- Format : Couleurs
- Durée : 93 minutes
- Date de diffusion : 25 juillet 2000

## Distribution
- Linda Purl (VF : Céline Monsarrat) : Jessica Michaels
- Maxwell Caulfield (VF : Lionel Tua) : Daniel Summer
- Stacy Hogue (VF : Laurence Sacquet) : Laura Michaels
- Melissa Behr : Andrea
- Earl Holliman (VF : Serge Bourrier) : Arthur Michaels
- Tracy Nelson (VF : Magali Barney) : Rachel
- Christopher Burkott (VF : Olivier Jankovic) : Kurt Ronzoni
- Todd McKee (VF : Olivier Destrez) : Frank
- Jennifer Jean : Carrie
- Christopher Kriesa : Monsieur Summer
- Michael Fairman : Monsieur Hartwell
- Morgan Rusler (en) : Monsieur Neal
- Jason Frasca : Daryl
- Jordyn Underwood : Jessica jeune
- Shareen Roshan : Andrea jeune
- Griffin Frazen : Daniel jeune
- Scott Ford : Chanteur
- Kelly Meadows : Chanteuse

 Source et légende : version française (VF) sur RS Doublage et selon le carton du doublage français télévisuel.